# Гуминский, Александр Викторович
Александр Викторович Гуминский (1902—1938) — ответственный сотрудник ОГПУ-НКВД, начальник УНКВД Калининской обл., капитан госбезопасности, депутат Верховного Совета CCСР. Расстрелян в 1938 году. Признан не подлежащим реабилитации. 

## Биография
Родился в 1902 году в г.Смоленск в семье приказчика. Образование : 3 класса церковно-приходской школы, Смоленск 1910—1913 годы; 3 класса гимназии, Смоленск 1913—1917 годы.
Ученик-монтер на электростанции, Смоленск 06.1917 года—11.1918 года.
В органах ВЧК−ОГПУ−НКВД с 1918 года. Состоял в ВКП(б) c января 1926 года.
С февраля 1931 года по апрель 1935 года оперуполномоченный иностранного отдела, начальник иностранного отдела, помощник начальника ИНО, снова начальник ПП ОГПУ по БВО - УГБ НКВД БелССР. В апреле-декабре 1935 года помощник начальника ЭКО УГБ НКВД БССР. В декабре 1935 года- декабре 1936 года начальник транспортного отдела Западно-Сибирского( Красноярского) края; с декабря 1936 года по июль 1937 года начальник 6-го отдела УГБ УНКВД Красноярского края. В августе-сентябре 1937 года помощник начальника 6-го отдела ГУГБ НКВД СССР. С 8 сентября 1937 года по 1 апреля 1938 года начальник УНКВД Калининской области. С 22.03.1936 года — старший лейтенант государственной безопасности, c 09.04.1937 года — капитан государственной безопасности.
Депутат Верховного Совета СССР 1-го созыва.
Член особой тройки УНКВД по Калининской обл. (решение Политбюро ЦК ВКП(б) П53/2 от 11.09.1937 года) до момента ареста.
Арестован 18 апреля 1938 года. В ходе "следствия" дал показания о своем бывшем начальнике по органам ГПУ-НКВД Сибири Заковском Л. М., что послужило причиной его ареста и ряда его подчиненных. Внесен в сталинский расстрельный список от 20 августа 1938 года ( Список №3 "Бывш. сотрудники НКВД") - за 1-ю категорию Сталин, Молотов). Осуждён к ВМН ВКВС СССР 29 августа 1938 года в Москве вместе с группой руководящих сотрудников НКВД СССР, в т.ч.  Л. М. Заковским. Расстрелян в тот же день. Место захоронения - полигон НКВД «Коммунарка». 23 июля 2013 года определением Судебной коллегии по делам военнослужащих Верховного суда РФ признан не подлежащим реабилитации. 

## Награды
знак «Почетный работник ВЧК—ГПУ (XV)» (20.12.1932); 
орден Красной Звезды (22.07.1937) (лишен посмертно Указом Президиума ВС СССР от 24.1.1940 г.)